# Malo kazalište u Pompejima
Odeon u Pompejima je bilo manje natkriveno kazalište, theatrum tectum, koje je primalo 1500 gledatelja i izgrađeno je 80. pr. Kr. Kazalište slijedi plan ostalih rimskih kazališta i odeona. Dok se Veliko kazalište prvenstveno koristilo za prikazivanje drama, Noedo je bio namijenjen sastancima vijeća kao i zabavi.
Tanki zidovi i pravokutni tlocrt upućuju na zaključak da bi krov bio drveni, a ne presvođeni kamen. Dva su uzdignuta tribunalija, platforme, iznad sjedećih mjesta koja su bila rezervirana za važne posjetitelje. Ove su platforme potpuno odsječene od općeg sjedala s ulazima s uskih stubišta u blizini pozornice.
Dodatno, moderne računalne rekonstrukcije pokazale su optimalnu akustičnu kvalitetu u natkrivenom kazalištu, posebno navodeći da je okruženje idealno za "pjesmu i glazbu slabijih instrumenata poput lire".

## Pozornica i orkestar
Pozornica je imala pet ulaza na stražnjem zidu. Velika dvorana dvostruka vrata nalazila su se u sredini s dvoja manja dvostruka vrata sa svake strane. Na oba kraja nalazila su se dvoja mala jednostruka vrata. Velika su vrata koja se otvaraju prema kolonadi koja vodi do Velikog kazališta na zapadnom kraju pozornice. Nasuprot tome su slična vrata koja vode na ulicu. Iza pozornice je dugačka garderoba ili postscaenium . Slijedeći drevnu kazališnu tradiciju, stroj za vješanje bogova i heroja nalazio se na lijevoj strani pozornice. Orkestar, polukružna struktura ispod pozornice, poznat je po svom dekoru. Iskapanja su otkrila živopisni mramor i kamen opus sectile u orkestralnom dijelu Odeona.

## Vanjske poveznice
|  | Zajednički poslužitelj ima još gradiva o temi Malo kazalište u Pompejima |